# Spathius polonicus
Spathius polonicus är en stekelart som beskrevs av Niezabitowski 1910. Spathius polonicus ingår i släktet Spathius och familjen bracksteklar. Inga underarter finns listade i Catalogue of Life.